# Chrysozephyrus amoenus
Chrysozephyrus amoenus är en fjärilsart som beskrevs av Siuiti Murayama 1955. Chrysozephyrus amoenus ingår i släktet Chrysozephyrus och familjen juvelvingar. Inga underarter finns listade i Catalogue of Life.